# 치메딩 사이항빌렉

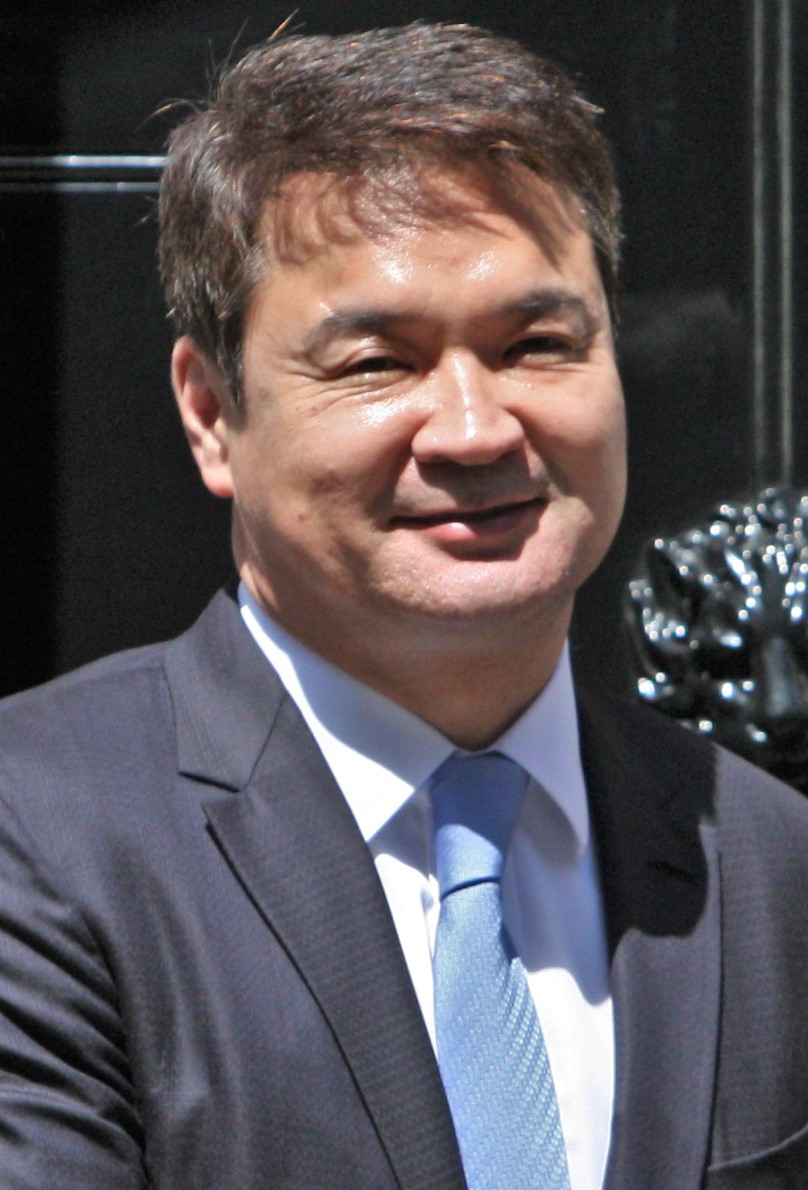
치메딩 사이항빌렉

치메딩 사이항빌렉(몽골어: Чимэдийн Сайханбилэг, 1969년 2월 17일 ~ )는 몽골의 정치인으로 소속 정당은 민주당이다. 2014년 11월 21일부터 2016년 7월 7일까지 몽골의 총리를 역임하였다.
더르너드 주 출신으로 전 총리인 노러빙 알탕호약이 의회의 불신임 투표로 실각한 뒤 2014년 11월 21일에 몽골의 새 총리로 취임했다. 몽골의 경기 둔화 억제 및 외국인 투자를 유치하는 임무를 맡고 있다.